# 김호철 (법조인)
김호철(金浩徹, 1967년 ~ )은 제49대 대구고등검찰청 검사장이다.

## 생애
1967년 부산광역시에서 태어나 영동고등학교를 졸업하고 서울대학교 법학과에 재학 주이던 1988년 제30회 사법시험에서 합격하였다. 사법연수원 20기를 수료하고 1994년 서울지방검찰청 검사에 임용되었다.
2018년 6월 22일 대구고등검찰청 검사장에 취임하면서 "지금 검찰은 급변의 소용돌이 속에 있으며 검찰의 변화를 요구하는 목소리 또한 그 어느 때보다 높다"면서 "업무를 수행할 때는 검찰의 제1 사명이라 할 수 있는 인권보호에 최우선 순위를 두어야 한다"고 했다.

## 경력
- 1988년 제30회 사법시험 합격
- ~ 1991년 제20기 사법연수원
- 1994년 서울지방검찰청 검사
- 1996년 춘천지방검찰청 영월지청 검사
- 1997년 창원지방검찰청 검사
- 2000년 법무부 국제법무과 검사
- 2003년 서울지방검찰청 동부지청 부부장검사
- 2006년 법무부 형사법제과 과장
- 2007년 대검찰청 범죄정보2담당관
- 2008년 법무부 인권정책과 과장
- 2009년 서울남부지방검찰청 형사2부 부장검사
- 2009년 8월 ~ 2010년 2월 제43대 춘천지방검찰청 강릉지청 지청장
- 2010년 2월 대검찰청 연구관, 형사정책단장
- 2011년 9월 인천지방검찰청 2차장검사
- 2012년 7월 ~ 2013년 4월 제45대 대전지방검찰청 천안지청 지청장
- 2013년 4월 ~ 2013년 12월 제12대 의정부지방검찰청 고양지청 지청장
- 2013년 12월 ~ 2015년 2월 대구고등검찰청 차장검사
- 2015년 2월 11일 ~ 2015년 12월 23일 제62대 춘천지방검찰청 검사장
- 2015년 12월 ~ 2017년 7월 법무부 법무실 실장
- 2017년 8월 1일 ~ 2018년 6월 21일 제46대 광주고등검찰청 검사장
- 2018년 6월 22일 ~ 2019년 7월 5일 제49대 대구고등검찰청 검사장
- 2019년 변호사김호철법률사무소 변호사
- 2019년 10월 ~ 2024년 1월 법무법인(유한)현진 대표변호사
- 2024년 1월 ~ 법무법인 한빛 대표변호사